# M1150 (машина разминирования)
M1150 Assault Breacher Vehicle (ABV) — американская бронированная машина разминирования на базе танка M1 Abrams, оснащённая минным плугом и удлинёнными зарядами. Её первое крупномасштабное использование Корпусом морской пехоты США было в совместной операции ISAF и афганских войск «Моштарак» на юге Афганистана во время войны в Афганистане в 2010 году.
КМП США списал все свои ABV в 2023 году.

## Конструкция
Эти гусеничные боевые машины были специально созданы для расчистки путей движения войск и другой техники через минные поля, а также от самодельных взрывных устройств. Созданы на базе M1 Abrams с двигателем мощностью 1500 л. с., оснащены крупнокалиберными пулемётами Browning M2 и минным плугом, поддерживаемый металлическими лыжами, скользящими по грунту и вооруженный почти 3,2 тоннами взрывчатых веществ.
Машины оснащены системой линейного подрыва заряда (LDCS): ракеты несут взрывчатку C-4 на расстояние до 100—150 ярдов вперёд, взрывая взрывчатку на безопасном расстоянии, чтобы войска и транспортные средства могли безопасно пройти.
В 1990-х годах армия США решила, что не может себе позволить продолжать разработку сложных и трудоёмких машин для этой цели. Программа Grizzly была отменена в 2001 году, а разработанный прототип так и не поступил в серийное производство. Однако Корпус морской пехоты упорствовал и финансировал собственные разработки и испытания. Основной корпус финальной модели ABV построен на шасси от General Dynamics, которое используется для основного боевого танка M1A1 Abrams. Компания Pearson Engineering из Великобритании предоставила специально разработанный минный плуг и другие приспособления для разминирования.
В апреле 2021 года Государственный департамент США одобрил продажу 29 M1150 Австралии, где они будут эксплуатироваться в австралийской армии.